# Isli Hidi
Isli Hidi est un  footballeur international albanais né le 15 octobre 1980 à Tirana. Il joue actuellement à l'Olympiakos Nicosie.

## Clubs successifs
- 1998-2007 : SK Tirana 
  - 2001-2002 : → Bylis Ballshi  (prêt)
- 2007-2008 : Kryvbass Kryvyï Rih
- 2008-jan. 2009 : Alki Larnaca
- fév. 2009-2010 : Kryvbass Kryvyï Rih
- 2010-déc. 2010 : KS Dinamo Tirana
- jan-mai 2011 : Olympiakos Nicosie
- Depuis juin 2011 : AEL Limassol

## Palmarès
- KF Tirana
  - Champion d'Albanie : 1999, 2000, 2003, 2004, 2005 et 2007.
  - Vainqueur de la coupe d'Albanie : 1999, 2001 et 2006.
  - Finaliste de la coupe d'Albanie : 2005
  - Vainqueur de la Supercoupe d'Albanie : 1999, 2000, 2003, 2005 et 2006.